# کهن‌چنار
کهن‌چنار یک روستا در ایران است که در بخش پاریز واقع شده‌است. کهن چنار ۱۷۸ نفر جمعیت دارد.